# Mikołaj (Pokrowski)
Mikołaj, imię świeckie Nikołaj Władimirowicz Pokrowski (ur. 21 marca?/2 kwietnia 1851 w Suzdalu, zm. 18 lipca 1933 w Iżewsku) – rosyjski biskup prawosławny.

## Życiorys
Był synem kapłana prawosławnego. Wykształcenie teologiczne uzyskał w seminarium duchownym w Petersburgu, a następnie w Petersburskiej Akademii Duchownej. Uzyskał stopień kandydata nauk teologicznych, jednak nie przyjął święceń kapłańskich i pracował w gimnazjach we Włodzimierzu jako nauczyciel. Moment wyświęcenia go na kapłana nie jest znany, lecz w 1902 był już protoprezbiterem, członkiem konsystorza eparchii petersburskiej i ładoskiej. 
Chirotonię biskupią przyjął w 1919. Został następnie biskupem głazowskim, wikariuszem eparchii wiackiej. W 1921 przeniesiony na katedrę tobolską i tiumeńską, jednak jeszcze w tym samym roku został w Tobolsku aresztowany w związku ze stłumionym powstaniem Białych. Skazany na śmierć przez rozstrzelanie, ostatecznie odzyskał wolność. W latach 1922–1923 był biskupem tobolskim w strukturach Żywej Cerkwi, którą ostatecznie porzucił. Patriarcha moskiewski i całej Rusi Tichon pozostawił go na katedrze tobolskiej. W 1925 władze zmusiły biskupa do wyjazdu na zsyłkę do guberni pskowskiej, gdzie hierarcha pozostawał przez trzy lata. Został wówczas mianowany arcybiskupem pskowskim i porchowskim. Odmówił wzięcia udziału w zjeździe odnowicielskich (należących do Żywej Cerkwi) duchownych działających w eparchii pskowskiej, zaś za warunek ewentualnego zjednoczenia struktur Żywej Cerkwi z Patriarchatem Moskiewskim uważał przyznanie się działaczy Żywej Cerkwi do działania wbrew prawu kanonicznemu w momencie utworzenia swojego synodu i zwołania soboru w 1923.
W 1927 został przeniesiony w stan spoczynku, co mogło być wywołane jego złym stanem zdrowia (poważne kłopoty ze wzrokiem), ale również mogło być wynikiem nacisków władz z powodu negatywnego stosunku arcybiskupa pskowskiego do odnowicielstwa. Faktycznie został jednak jedynie przeniesiony na katedrę iwanowo-wozniesieńską. W kwietniu 1929 został ordynariuszem eparchii połockiej i witebskiej. Władze lokalne zgodziły się na jego pobyt w Witebsku (funkcje katedry miała pełnić miejscowa cerkiew Opieki Matki Bożej), ale już nie na odbywanie wizyt duszpasterskich w innych miejscowościach i świątyniach w obrębie eparchii. Od początku służby w eparchii połockiej arcybiskup Mikołaj pozostawał w konflikcie z duchowieństwem administratury. W odróżnieniu od niego poparł bowiem deklarację lojalności prawosławnych wobec władzy radzieckiej wydaną w 1927 przez zastępcę locum tenens Patriarchatu Moskiewskiego, metropolitę Sergiusza. Spór między biskupem a duchowieństwem dotyczył także czasu rozpoczynania nabożeństw. Równocześnie arcybiskup Mikołaj doprowadził do powrotu 14 placówek duszpasterskich Żywej Cerkwi w jurysdykcję kanonicznego Rosyjskiego Kościoła Prawosławnego. W 1931 hierarcha brał udział w pracach Synodu Kościoła.
Masowa kampania antyreligijna na początku lat trzydziestych sprawiła, że ze 115 czynnych cerkwi w 1929 trzy lata później pozostało siedem, a większość zamykanych świątyń wiejskich została całkowicie zniszczona. W marcu 1932 sam arcybiskup został zmuszony do podpisania zobowiązania o pozostaniu w Połocku. W lipcu 1932 miał miejsce jego proces, w którym oskarżono go o kierowanie grupą kontrrewolucyjną, inspirowanie i kierowanie masowymi wystąpieniami w trzech rejonach obwodu połockiego w 1930 oraz o rozpowszechnianie informacji o prześladowaniu duchowieństwa, co łączyło się z wezwaniami do poszukiwania pomocy za granicą. Arcybiskup częściowo przyznał się do winy, stwierdzając, iż faktycznie mówił o złym położeniu kapłanów i wzywał do otwierania nieczynnych cerkwi (co miało związek z wystąpieniami wymienionymi w akcie oskarżenia). Został skazany na zesłanie, jednak w październiku tego samego roku wyrok został zrewidowany.
W lutym 1933 został nieoczekiwanie przeniesiony na katedrę iżewską i wotkińską. Bardzo trudne warunki życia w Iżewsku, gdzie arcybiskup nie posiadał nawet odrębnego mieszkania, doprowadziły do dalszego pogorszenia jego stanu zdrowia. Jedyną czynną świątynią w mieście była jednowierska cerkiew św. Eliasza, tam też służył hierarcha. W czerwcu 1933 prosił o przeniesienie w stan spoczynku lub skierowanie go do innej administratury. W lipcu 1933 ostatecznie podupadł na zdrowiu, 9 lipca nie był w stanie dokończyć odprawianej Świętej Liturgii. Po zdiagnozowaniu u niego duru brzusznego trafił do miejskiego szpitala i tam zmarł 18 lipca. Został pochowany na cmentarzu Zaśnięcia Matki Bożej w Iżewsku.